# 粉刺
粉刺（英語：comedo）是一种被角蛋白和脂质填充而扩张和堵塞的毛囊“漏巵”（infundibulum，漏斗状孔腔、管道、器官），属于毛囊、皮脂腺的慢性炎症性皮肤病。多發生于颜面、胸、背等处，尤常与周围的空气、粉尘相接触的部位。
粉刺分为黑头粉刺、白头粉刺两类，分别俗称为黑头、白头。黑头是开放性粉刺，黑色是因为黑色素在表面沉积；白头是闭合性粉刺，毛囊完全堵塞。黑头粉刺外观为露在粗大毛孔外部的黑点，挤出後成條狀，或有黑色的头部。
粉刺是痤疮的前身，当痤瘡丙酸桿菌（Cutibacterium acnes）感染带有粉刺的毛囊时，痤疮（acne）产生。

## 形成原因
皮脂腺分泌的油脂本身可以滋潤肌膚，當毛孔充滿多餘的油脂，毛孔被角質化的表皮細胞以及皮屑阻塞，油脂無法順利排出，這些油脂和皮屑等混合物被外界空氣氧化而形成粉刺。
身体自身因素、阳光、清洁过度、用手挤压粉刺部位、温度过高、熬夜过度、食用刺激性的食品。